# Wladimir Chromtschenko
Wladimir Anatoljewitsch Chromtschenko (russisch Владимир Анатольевич Хромченко, ukrainisch Володимир Анатолійович Хромченко Wolodymyr Anatolijowytsch Chromtschenko, englische Transliteration Vladimir Anatolyievich Khromchenko; * 16. September 1949 in Simferopol, Krim; † 2. Januar 2022) war ein ukrainischer Organist und Orgelbauer in Jalta auf der Halbinsel Krim.

## Leben
Wladimir Chromtschenko studierte zunächst an der Musikhochschule (училище) in Simferopol und dann am Staatlichen Konservatorium Tallinn Orgel, wo sein Lehrer Hugo Lepnurm war. Danach war er Musiklehrer an der Musikschule „A. Spendiarow“ in Jalta. 1981 baute Chromtschenko für diese eine Orgel mit drei Manualen, Pedal und 27 Registern als erste eines sowjetischen Orgelbauers überhaupt. Das Wissen dazu hatte er sich angelesen. 
In den 1990er Jahren gründete Chromtschenko in Liwadija, einem Vorort von Jalta, mit anderen das Orgelzentrum „Livadia“ im heruntergekommenen Gebäude des ehemaligen Elektrizitätswerks des nahegelegenen Zarenpalastes. Dort entstanden eine Orgelbauwerkstatt sowie Konzert- und Veranstaltungsräume. Chromtschenko baute zwei kleine Orgeln für Moskau und Jalta und vollendete 1998 eine für das Orgelzentrum. Diese war mit 65 klingenden Registern (insgesamt 69), vier Manualen und Pedal ausgestattet und galt seit der Erweiterung 2014 auf 77 klingende Register (insgesamt 82) als die größte in der Ukraine und eine der größten in den Nachfolgestaaten der Sowjetunion.
Wladimir Chromtschenko gab viele Orgelkonzerte im „Livadia“ und organisierte von 2004 bis 2009 das „Fest Livadia“ als großes Orgelfestival mit Konzerten und Meisterklassen.
Nach ihm wurde der Asteroid (5955) Khromchenko benannt. 1999 erhielt er den Staatspreis (госпремія) der Autonomen Republik Krim. Seine Tochter Julia Chromtschenko ist Pianistin und Sängerin und begleitete ihn häufig bei Konzerten im Livadia.

## Werkliste
Es sind alle Orgelneubauten bis 2018 angegeben.
| Jahr | Ort    | Gebäude                     | Bild | Manuale | Register | Bemerkungen                                                                                  |
| ---- | ------ | --------------------------- | ---- | ------- | -------- | -------------------------------------------------------------------------------------------- |
| 1981 | Jalta  | Musikschule „A. Spendiarow“ |      | III/P   | 27       | erste Orgel eines sowjetischen Orgelbauers                                                   |
| 1995 | Moskau | Bach-Musik-Gesellschaft     |      | I/P     | 4        |                                                                                              |
| 1996 | Jalta  | Armenische Kirche           |      | I/P     | 6        |                                                                                              |
| 1998 | Jalta  | Orgelzentrum „Livadia“      |      | IV/P    | 77       | mit 5 weiteren nichtklingenden Registern; ursprünglich IV/P, 65 (+4), 2014 von ihm erweitert |